# Cantone di Isigny-le-Buat
Il Cantone di Isigny-le-Buat è una divisione amministrativa dell'arrondissement di Avranches.
A seguito della riforma approvata con decreto del 25 febbraio 2014, che ha avuto attuazione dopo le elezioni dipartimentali del 2015, è passato da 1 a 35 comuni.

## Composizione
Prima della riforma del 2014 comprendeva il solo comune di Isigny-le-Buat.
Dal 2015 i comuni appartenenti al cantone sono i seguenti 35:
- La Bazoge
- Bellefontaine
- Braffais
- Brécey
- La Chaise-Baudouin
- La Chapelle-Urée
- Chasseguey
- Chérencé-le-Roussel
- Les Cresnays
- Cuves
- La Godefroy
- La Gohannière
- Le Grand-Celland
- Isigny-le-Buat
- Juvigny-le-Tertre
- Lingeard
- Les Loges-sur-Brécey
- Le Mesnil-Adelée
- Le Mesnil-Gilbert
- Le Mesnil-Rainfray
- Le Mesnil-Tôve
- Notre-Dame-de-Livoye
- Le Petit-Celland
- Reffuveille
- Saint-Brice
- Saint-Georges-de-Livoye
- Saint-Jean-du-Corail-des-Bois
- Saint-Laurent-de-Cuves
- Saint-Loup
- Saint-Martin-des-Champs
- Saint-Michel-de-Montjoie
- Saint-Nicolas-des-Bois
- Saint-Senier-sous-Avranches
- Tirepied
- Vernix